# Mewo Dotan
Mewo Dotan (hebräisch מְבוֹא דּוֹתָן; arabisch ميفو دوتان) ist eine israelische Siedlung im Westjordanland, die zur Regionalverwaltung Schomron  gehört und bei Baka-Dschat und Dschenin liegt.  Mewo  Dotan hat 393 Einwohner (Stand 2017). Die 1977 völkerrechtlich illegal gegründete Siedlung wurde nach dem biblischen Ort Dotan (Gen 37,17  und 2 Kön 6,13 ) benannt, der mit dem benachbarten, vorgeschichtlichen Wohnhügel Tel Dotan  (hebräisch תֵּל דּוֹתָן) zu identifizieren ist.